# Ricoh Mens Trophy
De Ricoh Mens Trophy is een internationaal tennistoernooi, exclusief voor mannelijke deelnemers, dat van 2008 tot 2011 werd georganiseerd in de West-Vlaamse plaats Koksijde.

## Prijzen
De Ricoh Mens Trophy is $10.000,- tornooi. Dit is de kleinste prijzenpot voor een toernooi geaffilieerd met de ITF.

## Edities
- 1ste editie
- 2de editie
- 3de editie,
- 4de editie
- 5de editie, 11 - 19 augustus 2012

## Winnaars enkelspel
- 2008: Rabie Chaki
- 2009: Daniel Smethurst
- 2010: Jonathan Eysseric
- 2011: Germain Gigounon
- 2012: -

## Winnaars dubbelspel
- 2008: Ruben Bemelmans en Niels Desein
- 2009: Rabie Chaki en Fréderic de Fays
- 2010: Bart Brons en Tim van Terheijden
- 2011: Alban Meuffels en Wesley Koolhof
- 2012: - en -